# آندریا سونتاکی
آندریا سونتاکی (پرتغالی: Andréia Suntaque؛ زادهٔ ۱۴ سپتامبر ۱۹۷۷) بازیکن فوتبال زن اهل برزیل بود.
از باشگاه‌هایی که در آن بازی کرده‌است می‌توان به باشگاه فوتبال زنان سانتوس اشاره کرد.
وی همچنین در تیم ملی فوتبال زنان برزیل بازی کرده‌است.